# Preachers of the Night
Preachers of the Night je páté studiové album německo-rumunské powermetalové kapely Powerwolf, vydané v roce 2013 .Skupina ho napsala během roku 2012 a začala ho nahrávat v prosinci téhož roku ve Studiu Fredman ve švédském Göteborgu.

## Kritický příjem
Metal.de komentoval: "Powerwolf jsou opět zatraceně zamilovaní do detailů, nové album je plné majestátního bohatství a pompéznosti, epické vznešenosti, zpívaných refrénů a zdravé dávky sebeironie. Efektivní, zvučné, strhující".  Metal Hammer napsal: "Abych byl upřímný: kdo zabírá tak dobrou, spolehlivou a originální zásuvku, nesmí být obviňován, aby v tom přetrvával". Magazín poukázal na to, že nové písně žijí mimo jiné i kvůli jejich „nespoutané rychlosti jako extrémně účinné“. 

## Seznam skladeb
| Pořadí         | Název                          | Délka |
| -------------- | ------------------------------ | ----- |
| 1.             | Amen & Attack                  | 3:54  |
| 2.             | Secrets of the Sacristy        | 4:07  |
| 3.             | Coleus Sanctus                 | 3:45  |
| 4.             | Sacred & Wild                  | 3:40  |
| 5.             | Kreuzfeuer                     | 3:47  |
| 6.             | Cardinal Sin                   | 3:47  |
| 7.             | In the Name of God (Deus Vult) | 3:15  |
| 8.             | Nochnoi Dozor                  | 3:45  |
| 9.             | Lust for Blood                 | 3:54  |
| 10.            | Extatum et Oratum              | 3:56  |
| 11.            | Last of the Living Dead        | 7:42  |
| Celková délka: | Celková délka:                 | 45:38 |

## Sestava
- Attila Dorn – zpěv
- Matthew Greywolf – kytara
- Charles Greywolf – baskytara
- Roel van Helden – bicí
- Falk Maria Schlegel – varhany, klávesy